# Tulipa grey-wilsonii
Tulipa grey-wilsonii är en liljeväxtart som beskrevs av Karl Heinz Rechinger. Tulipa grey-wilsonii ingår i släktet tulpaner, och familjen liljeväxter. Inga underarter finns listade.